# Пачовский, Томислав
Томислав «Томе» Пачовский (макед. Томислав «Томе» Пачовски; 28 июня 1982, Битола, СФРЮ) — македонский футболист, вратарь. Выступал в сборной Македонии.

## Карьера

### Клубная
Воспитанник школы македонской команды «Пелистер», в которой играл с 1999 по 2005 годы. Также выступал ранее ещё за три клуба из Македонии («Брегалница», «Работнички» и «Вардар») и греческий «Ионикос». Игроком некоторое время интересовался «Терек», но он не подписал контракт с грозненцами. 24 июня 2009 он перешёл в бельгийский «Беерсхот». В августе 2010 он получил перелом обеих берцовых костей на правой ноге во время игры против «Андерлехта» и выбыл из строя на полгода.
После трёх сезонов в «Беерсхоте» Томе перешёл в другой бельгийский клуб, «Мехелен», подписав трёхлетний контракт.
В декабре 2014 года голкипер возвратился в Македонию, присоединившись к «Вардару», за который уже играл в период с 2008 по 2009.

### В сборной
За сборную Македонии Томе выступает с 2007 года.